# Wikngenchera
Wikngenchera är ett australiskt språk som talades av 50 personer år 1970. Wikngenchera talas i Queensland. Wikngenchera tillhör de pama-nyunganska språken.